# اتوواه (کارولینای شمالی)
اتوواه (به انگلیسی: Etowah) شهری در ایالت کارولینای شمالی کشور ایالات متحده آمریکا است که جمعیت آن در سرشماری سال ۲۰۱۰ میلادی، ۶٬۹۴۴ نفر بوده‌است.